# Neomicina/polimixina B/bacitracina
La neomicina/polimixina B/bacitracina, también conocida como pomada antibiótica triple, es un medicamento utilizado para intentar disminuir el riesgo de infecciones tras lesiones cutáneas leves y para tratar infecciones oculares bacterianas superficiales. Contiene tres antibióticos : neomicina, polimixina B y bacitracina Por lo general, se prefiere menos que la bacitracina/polimixina B Se aplica sobre la piel o se utiliza como colirio
Entre los efectos secundarios más frecuentes se encuentran el picor y las erupciones cutáneas y, entre los más graves, la pérdida de audición; en general, no se recomienda su uso durante el embarazo. Tiene un espectro relativamente amplio y es eficaz contra bacterias Gram-negativas y Gram-positivas
La combinación fue aprobada para uso médico en los Estados Unidos en 1971. Está disponible sin receta en los Estados Unidos y en 2017, fue el 78.º medicamento más recetado, con más de diez millones de recetas Se vende bajo la marca Neosporin, entre otros